# Riverdream
Riverdream (titre original : Fevre Dream) est un roman d'horreur écrit par George R. R. Martin et publié en 1982. Il a été ensuite publié en français aux éditions Mnémos en 2005. Les éditions Pygmalion le rééditent en 2019 sous le titre Rêve de Fevre.

## Résumé
Abner Marsh est le propriétaire d'une compagnie de vapeurs proche de la faillite dont les bateaux ont été brisés par la glace lors du dernier hiver en 1857 sur le Mississippi. Il ne lui reste qu'un vapeur de peu de puissance, l'Eli Reynolds, et pas assez d'argent pour refaire sa compagnie. Un étranger, Joshua York, lui propose une association. Il offrirait les fonds pour construire un bateau puissant. C'est Marsh qui en serait le capitaine mais York dirigerait ses destinations et aurait droit d'emmener à bord les passagers qu'il veut. Marsh accepte car son nouveau bateau lui permettrait peut-être de battre à la course l' Eclipse, le vapeur qui détient le record de vitesse sur le Mississippi.
Le Rêve de Fevre, le nouveau vapeur de Marsh fait pour la vitesse, appareille de New Albany sur l'Ohio au début de juillet 1857 en direction de la Nouvelle-Orléans. Dès le début du voyage, Marsh commence à se poser des questions au sujet de York et de ses amis. Ceux-ci dorment pendant tout le jour et ne font leurs activités que durant la nuit. York explique à Marsh que le soleil lui est nocif et celui-ci se contente pour le moment de cette explication. Mais York devient de plus en plus mystérieux: il collectionne des articles de journaux sur des personnes qui ont été égorgées, dit-on, par des loups, il arrête le bateau puis disparait toute une nuit sans raison valable.
York avoue finalement à Marsh qu'il vit la nuit parce qu'il est un chasseur de vampires. Effectivement, les vampires existent. Marsh est plus ou moins convaincu par l'explication, surtout que York continue à ramener des passagers qui semblent ne vivre que de nuit. L'une d'elles, Valérie, lui demande de ne pas se rendre à la Nouvelle-Orléans s'il veut vraiment aider son associé mais ne donne pas ses raisons, et offre même son corps à Marsh pour le gagner à sa demande, ce que celui-ci refuse brutalement par loyauté envers York malgré son désir quasi-irrésistible pour cette femme d'une beauté surnaturelle. Le Rêve de Fevre accoste à la Nouvelle-Orléans quelques heures plus tard tandis que York, qui a assisté en cachette à la scène avec Valérie, est conforté dans la loyauté et la volonté de fer de son allié humain.
C'est alors que Joshua York décide de dire la vérité à Abner Marsh. Il est un vampire né en France en 1785. Écœuré par l'assassinat des humains par les vampires, il a inventé un élixir qui permet d'étancher leur soif de sang. Maître de ses compagnons vampires, il les incite à boire l'élixir pour permettre à long terme une association entre la race des humains et celle des vampires.
C'est également à la Nouvelle-Orléans que York se heurte à un mur lorsqu'il rencontre Damon Julian, un vampire vieux de plusieurs siècles à la tête d'une bande de vampires de son espèce. Julian réussit à subjuguer York et à s'emparer du Rêve de Fevre. Marsh parvient à se sauver de justesse mais son second et son commissaire de bord sont tués dans la bataille qui s'ensuit.
De retour à Saint-Louis, Abner Marsh fait venir son autre bateau, l'Eli Reynolds, et se met à la recherche du Rêve de Fevre qu'il retrouve aux environs de Natchez. Il le suit mais, à bord du Rêve de Fevre, on s'aperçoit que Marsh est à bord. C'est alors le Rêve de Fevre qui se met à la poursuite de l' Eli Reynolds. Celui-ci est un vieux navire fatigué et il finit par s'échouer. Marsh est fait prisonnier et emmené sur le Rêve de Fevre. Damon Julian lui propose une association mais il la refuse. Jamais il ne s'associera à un vampire sanguinaire. Le vampire le condamne à mort mais, le jour venu, il parvient à s'évader sur un yole, aidé de Joshua York, qui s'est entretemps libéré de l'emprise de Julian. York affronte le soleil tant bien que mal mais il réussit à survivre. Marsh, lui et deux autres rescapés parviennent à se réfugier dans une plantation sur le bord du fleuve, mais York a perdu Valérie, sa plus fidèle compagne, morte dans d'atroces souffrances de son exposition au soleil. La nuit venue, York annonce à Marsh qu'il retourne au vapeur et qu'il le pilotera jusqu'à un endroit où on ne pourra pas le retrouver. Il conseille au capitaine de s'en tenir là et d'oublier cette histoire.
Mais Marsh ne veut pas oublier. Il recommence ses recherches pour retrouver le Rêve de Fevre mais, cette fois, elles sont vaines. Quelques années plus tard, il prend sa retraite et va s'installer dans la région où il est né. Ce n'est que treize ans plus tard, en 1870, après la fin de la Guerre de Sécession qui s'est entièrement déroulée durant ce long intervalle sans aucune nouvelle des vampires, qu'il reçoit une lettre de Joshua York. Celui-ci lui écrit pour lui demander de le rejoindre à la Nouvelle-Orléans car il se dit prêt à reprendre la lutte. C'est dans un bois de l'ancienne plantation de Julian, près des bayous, que le Rêve de Fevre a été caché. C'est là que se joue l'affrontement final entre York et Marsh d'une part et Julian et son gang d'autre part.

## Les principaux personnages
- Abner Marsh : propriétaire d'une compagnie de navigation fluviale en quasi-faillite sur le Mississippi. Capitaine du Rêve de Fevre.
- Joshua York : associé d'Abner Marsh. En réalité, il s'agit d'un vampire né en France en 1785. En 1815, il découvre un élixir qui peut étancher la soif de sang des vampires. Depuis, il tente de rassembler son peuple afin de lui faire boire sa mixture pour empêcher le massacre des humains.
- Damon Julian : vampire, il est beaucoup plus vieux que Joshua York et il est très puissant. Il dirige un groupe de vampires et a élu domicile dans une plantation à proximité de la Nouvelle-Orléans.
- Billy Tipton dit l'Aigre : serviteur humain de Damon Julian, il est prêt à tout faire pour lui, même tuer. Julian lui a promis qu'il le transformerait un jour en vampire.
- Michael Theodore Dunn : second du Rêve de Fevre. Surnommé Mike le Poilu.
- Jonathan Jeffers : commissaire de bord du Rêve de Fevre.
- Whitey Blake : mécanicien du Rêve de Fevre. Il a auparavant travaillé sur d'autres bateaux d'Abner Marsh.
- Toby Lanyard : cuisinier du Rêve de Fevre. Noir.
- Dan Albright : l'un des pilotes du Rêve de Fevre.
- Karl Frasmm : l'un des pilotes du Rêve de Fevre.
- Raymond Ortega : vampire, membre du groupe de Damon Julian.
- Valérie Mersault : vampire, membre du groupe de Damon Julian. Femme d'une très grande beauté, « la plus belle femme que Marsh ait jamais vue », elle est amoureuse de Joshua York.
- Jean Ardant : vampire, membre du groupe de Damon Julian. Il prend parti pour Joshua York.
- Yoerger : capitaine de l'Eli Reynolds.
- Cat Grove : capitaine en second de l'Eli Reynolds.

## Éditions
- Fevre Dream, Simon & Schuster (Poseidon Press), octobre 1982, 350 p.  (ISBN 0-671-45577-X)
- Riverdream, Mnémos, coll. « Icares », 28 octobre 2005, trad. Alain Robert, 439 p.  (ISBN 2-915159-53-X)
- Riverdream, J'ai lu, coll. « Science-Fiction » no 8664, 14 mai 2008, trad. Alain Robert, 506 p.  (ISBN 978-2-290-00673-3)
- Riverdream, Mnémos, coll. « Dédales », 10 février 2012, trad. Alain Robert, 359 p.  (ISBN 978-2-35408-132-4)
- Rêve de Fevre, Pygmalion, 25 septembre 2019, trad. Alain Robert (révisée), 510 p.  (ISBN 978-2-7564-2899-4)
- Rêve de Fevre, J'ai lu coll. « Science-fiction » no 13114, 6 janvier 2021, trad. Alain Robert (révisée), 512 p.  (ISBN 978-2-290-23471-6)